# Museu da Imagem em Movimento
O Museu da Imagem em Movimento (em inglês: Museum of the Moving Image) é um museu de mídia localizado em um antigo prédio da Astoria Studios (agora Kaufman Astoria Studios), no bairro de Astoria em Queens, Nova Iorque. O museu foi inaugurado originalmente em 1988 como o Museu Americano da Imagem em Movimento. O museu iniciou uma expansão de 67 milhões de dólares em março de 2008 e reabriu em janeiro de 2011. A expansão foi projetada pelo arquiteto Thomas Leeser.

## Descrição
O Museu da Imagem em Movimento existe para expandir a compreensão e apreciação do público da arte, história, técnica e tecnologia do cinema, televisão e mídia digital, coletando, preservando e fornecendo acesso a artefatos relacionados à imagem em movimento através de exposições multimídia e programação educacional. As exposições incluem componentes audiovisuais significativos projetados para promover uma compreensão da história da indústria e uma compreensão de como ela evoluiu. As discussões em painel sobre os filmes atuais são frequentemente realizadas no museu. O museu hospeda séries mensais regulares em seus dois teatros premium. Essas séries em andamento incluem "Changing the Picture" ("Mudando a Imagem"), "Fist & Sword" ("Punho e Espada"), "New Adventures in Nonfiction" ("Novas aventuras na não-ficção"), "Science on Screen" ("Ciência na Tela") e "Disreputable Cinema" ("Cinema de Má Reputação"). Cada um deles explora e celebra muitos aspectos da arte e cultura do cinema. É também o lar de uma das coleções mais significativas de consoles de jogos eletrônicos e hardware de jogos. A participação do museu cresceu de 60.000 em 2000 para um número esperado de 120.000 em 2011. Em 2017, o museu abriu a "Exposição Jim Henson", uma exposição permanente em homenagem à vida e engenhosidade de Jim Henson e suas criações. Além disso, uma exposição intitulada "Envisioning 2001: Stanley Kubrick's Space Odyssey", foi inaugurada em janeiro de 2020.

## História
A história do museu como a Astoria Motion Picture and Television Center Foundation (Fundação do Centro de Televisão e Cinema de Astoria) traça sua história até 1970, quando a Fundação assumiu o controle do antigo Astoria Studios, em um esforço para preservar o edifício agora com marcas de referência que abrigava uma série de produções significativas. O trabalho da fundação foi um sucesso, revitalizou o site e o interesse dos consumidores no setor, e foram feitos planos para expandir o acesso do consumidor ao estúdio na forma de um museu.
Após sete anos de trabalho, e a um custo de 15 milhões de dólares, o Museu Americano da Imagem em Movimento foi inaugurado em 10 de setembro de 1988, na antiga Costa Leste, casa da Paramount Pictures, como o primeiro museu nos Estados Unidos dedicado exclusivamente à arte, história e tecnologia do cinema, televisão e vídeo. Isso foi seguido, dias depois, pela abertura do museu britânico de mesmo nome. O teatro de Nova Iorque, ultramoderno pelos padrões de 1988, foi equipado para apresentar formatos de filmes de 70 mm, 35 mm e 16 mm e foi um dos únicos dois locais em Nova Iorque com a capacidade de apresentar impressões antigas de nitrato. Também recriou momentos da história da televisão e do vídeo e deu aos visitantes a oportunidade de assistir televisão em uma sala de TV desde os primeiros dias da televisão.
Em 2005, o museu estava entre 406 instituições de artes e serviços sociais da cidade de Nova Iorque para receber parte de uma doação de 20 milhões de dólares da Carnegie Corporation, que foi possível graças a uma doação do prefeito de Nova Iorque Michael Bloomberg.
Em março de 2008, o museu abriu caminho para uma expansão de 65 milhões de dólares que dobrou o tamanho do museu e adicionou um novo espaço teatral e educacional. Enquanto o museu permaneceu aberto durante a maior parte do período de construção, com seu antigo teatro demolido e os novos ainda a serem construídos, séries de exibições e outros eventos foram realizados fora do local, embora a coleção ainda estivesse disponível para os estudiosos. O museu abriu seu prédio redesenhado e ampliado, projetado por Leeser Architecture, em 15 de janeiro de 2011.